# Afternoons in Utopia
| Críticas profissionais | Críticas profissionais |
| Avaliações da crítica  | Avaliações da crítica  |
| Fonte                  | Avaliação              |
| ---------------------- | ---------------------- |
| Allmusic               | [ 1 ]                  |

Afternoons in Utopia é o segundo álbum lançado da banda alemã Alphaville, pela Warner Music. O álbum foi gravado entre setembro de 1985 e maio de 1986 e contém a participação de 30 músicos e cantores que ajudaram na performance das faixas.

## Faixas
| N.º | Título                 | Duração |  |
| 1.  | "IAO"                  | 0:42    |  |
| 2.  | "Fantastic Dream"      | 3:56    |  |
| 3.  | "Jerusalem"            | 4:09    |  |
| 4.  | "Dance with Me"        | 3:59    |  |
| 5.  | "Afternoons in Utopia" | 3:08    |  |
| 6.  | "Sensations"           | 4:24    |  |
| 7.  | "20th Century"         | 1:25    |  |
| 8.  | "The Voyager"          | 4:37    |  |
| 9.  | "Carol Masters"        | 4:32    |  |
| 10. | "Universal Daddy"      | 3:57    |  |
| 11. | "Lassie Come Home"     | 6:59    |  |
| 12. | "Red Rose"             | 4:05    |  |
| 13. | "Lady Bright"          | 0:43    |  |

## Desempenho nas paradas musicais
| Parada musical (1986)           | Melhor posição |
| ------------------------------- | -------------- |
| Alemanha (Media Control Charts) | 13             |
| Canadá (RPM 100 Albums)         | 82             |
| Noruega                         | 8              |
| Suécia                          | 7              |
| Suíça                           | 12             |
| Billboard 200                   | 174            |